# Ramal de Bauru (Estrada de Ferro Sorocabana)
O Ramal de Bauru da Estrada de Ferro Sorocabana é uma ferrovia brasileira que liga a cidade de Bauru com a cidade de Botucatu, passando por Lençóis Paulista.

## Operação
Em 1999, o Ramal de Bauru foi concedida pela RFFSA como parte da Malha Paulista. Em 2002, toda a extensão do ramal passou a fazer parte da Malha Oeste, como um "prolongamento" da Linha Tronco (Estrada de Ferro Noroeste do Brasil). Atualmente a concessão pertence a concessionária Rumo Logística.